# Губаны (рыбы)
Губаны (лат. Labrus) — род лучепёрых рыб семейства губановых. Типовой род семейства. Распространён в восточной части Атлантического океана.

## Виды
- Labrus bergylta Ascanius, 1767 — Радужный губан[1]
- Labrus merula Linnaeus, 1758
- Labrus mixtus Linnaeus, 1758 — Пятнистый губан[1]
- Labrus viridis Linnaeus, 1758 — Петропсаро[2][1]